# Thallarcha fuscogrisea
Thallarcha fuscogrisea là một loài bướm đêm thuộc phân họ Arctiinae, họ Erebidae.